# Хуанес
Хуан Естебан Аристисабал Васкес, известен като Хуанес на испански: Juan Esteban Aristizábal Vásquez) е колумбийски поп и рок певец.